# Вільгельміна (комуна)
Комуна Вільгельміна (швед. Vilhelmina kommun) — адміністративно-територіальна одиниця місцевого самоврядування, що розташована в лені Вестерботтен у північній Швеції.
Вільгельміна 7-а за величиною території комуна Швеції. Адміністративний центр комуни — місто Вільгельміна.

## Населення
Населення становить 6 961 чоловік (станом на вересень 2012 року). 
| Кількість населення комуни Вільгельміна за 1970-2010 роки | Кількість населення комуни Вільгельміна за 1970-2010 роки | Кількість населення комуни Вільгельміна за 1970-2010 роки | Кількість населення комуни Вільгельміна за 1970-2010 роки | Кількість населення комуни Вільгельміна за 1970-2010 роки |
| --------------------------------------------------------- | --------------------------------------------------------- | --------------------------------------------------------- | --------------------------------------------------------- | --------------------------------------------------------- |
| Рік                                                       |                                                           |                                                           | Населення                                                 |                                                           |
| 1970                                                      | 1970                                                      |                                                           | 8 676                                                     | 8 676                                                     |
| 1975                                                      | 1975                                                      |                                                           | 8 687                                                     | 8 687                                                     |
| 1980                                                      | 1980                                                      |                                                           | 8 681                                                     | 8 681                                                     |
| 1985                                                      | 1985                                                      |                                                           | 8 640                                                     | 8 640                                                     |
| 1990                                                      | 1990                                                      |                                                           | 8 509                                                     | 8 509                                                     |
| 1995                                                      | 1995                                                      |                                                           | 8 371                                                     | 8 371                                                     |
| 2000                                                      | 2000                                                      |                                                           | 7 918                                                     | 7 918                                                     |
| 2005                                                      | 2005                                                      |                                                           | 7 327                                                     | 7 327                                                     |
| 2010                                                      | 2010                                                      |                                                           | 7 135                                                     | 7 135                                                     |
| Джерело: SCB                                              |                                                           |                                                           |                                                           |                                                           |

## Населені пункти
Комуні підпорядковано 1 міське поселення (tätort) та низка сільських, більші з яких:
- Вільгельміна (Vilhelmina)
- Діканес (Dikanäs)
- Сакснес (Saxnäs)
- Бескселе (Bäsksele)
- Скансгольм (Skansholm)
- Меселефорс (Meselefors)

## Галерея

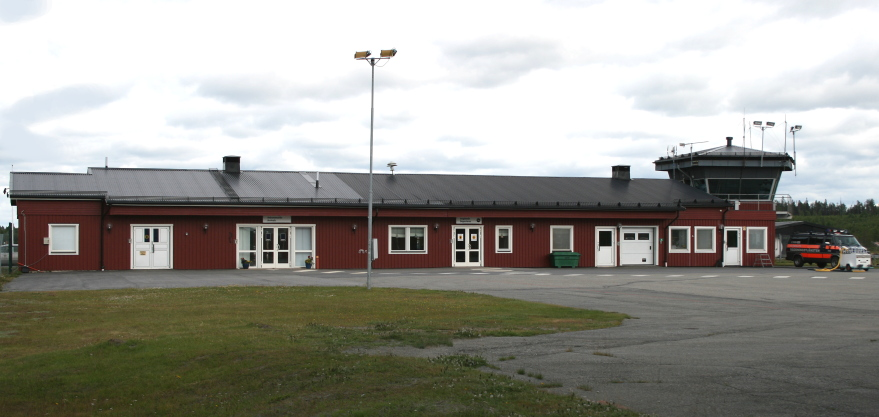
Аеропорт Вільгельміна
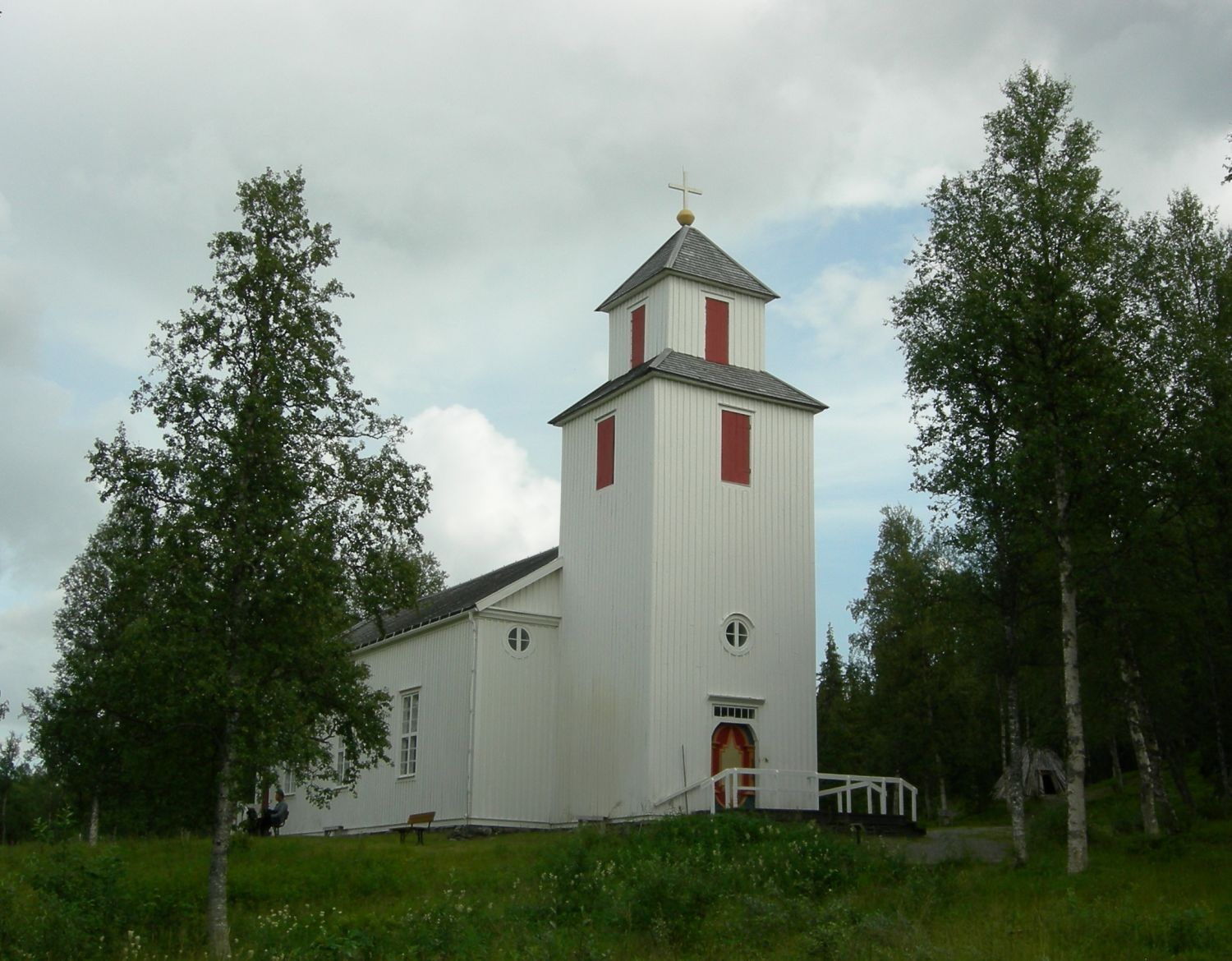
Церква (Фатмомакке)
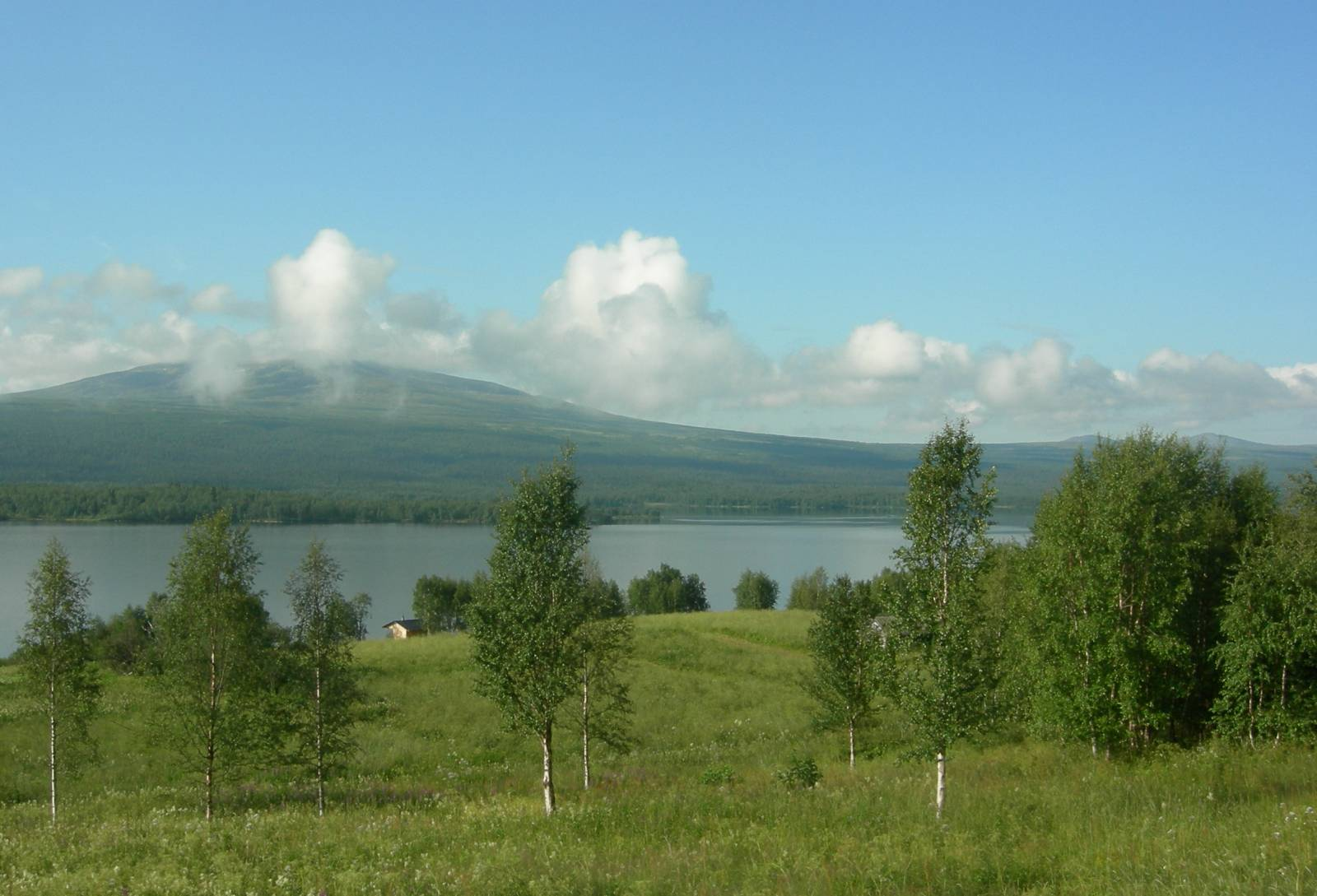
Озеро Культшен

## Виноски
1. ↑  https://www.sverigesradio.se/artikel/smabarnsmamman-annikas-kamp-mot-als
2. 1 2  https://www.vk.se/2022-11-15/andreas-eliasson-s-tar-over-efter-frun-annika-andersson-c
3. ↑  https://www.folkbladet.nu/2018-05-23/farska-kommunalradet-i-vilhelmina-ar-hungrig-pa-mer
4. ↑  https://www.sverigesradio.se/artikel/6767158
5. ↑  https://www.svt.se/nyheter/lokalt/vasterbotten/lordagen-blev-nilssons-s-sista-dag-som-kommunalrad
6. ↑  https://www.svt.se/nyheter/lokalt/vasterbotten/ake-nilsson-s-lamnar-kommunalradsposten
7. ↑  https://www.svt.se/nyheter/lokalt/vasterbotten/moderatfordel-nar-hornlund-slutar-i-maj
8. ↑  https://www.sverigesradio.se/artikel/2737601
9. ↑  https://www.nyteknik.se/energi/intresset-for-svenskt-uran-okar/141897
10. ↑  (unspecified title) — 1997. — ISBN 91-38-30973-4
11. ↑  (unspecified title) — 1986. — ISBN 91-38-08944-0
12. ↑  (unspecified title)
13. ↑  (unspecified title)
14. ↑  Folkmangd i riket, lan och kommuner (шв.) . Центральне бюро статистики Швеції. Архів оригіналу за 20 серпня 2013. Процитовано 11 лютого 2013.